# 岡比亞袋鼠
岡比亞袋鼠（学名：Cricetomys gambianus），亦作非洲袋鼠，是倉鼠科倉鼠屬的一種夜行性非洲巨鼠屬袋鼠。是世界上已知最大的鼠類動物之一，身長約0.9米（包括尾巴在內），壽命可達8歲（一般老鼠平均壽命為2歲），食性為葷素不忌。原生地為非洲，已被引進至美國佛羅里達礁島群，一般預期將對當地造成農作危害。